# Temporada 1982-83 de los Washington Bullets
La temporada 1982-83 fue la décima de los Bullets dentro del área de Washington D. C. y la vigésimo segunda en sus diferentes localizaciones. La temporada regular acabó con 42 victorias y 40 derrotas, ocupando el séptimo puesto de la Conferencia Este,  no logrando clasificarse para los playoffs.

## Elecciones en elDraft
| Ronda | Puesto | Jugador         | Posición  | Nacionalidad   | Universidad         |
| ----- | ------ | --------------- | --------- | -------------- | ------------------- |
| 2     | 25     | Bryan Warrick   | Base      | Estados Unidos | Saint Joseph's      |
| 2     | 41     | Dwight Anderson | Base      | Estados Unidos | Southern California |
| 2     | 44     | Mike Gibson     | Ala-Pívot | Estados Unidos | USC Upstate         |

## Temporada regular
| División Atlántico   | División Atlántico | División Atlántico | División Atlántico | División Atlántico | División Atlántico | División Atlántico | División Atlántico | División Atlántico |
| Equipo               | G                  | P                  | %                  | PD                 | Casa               | Fuera              | Div                |                    |
| -------------------- | ------------------ | ------------------ | ------------------ | ------------------ | ------------------ | ------------------ | ------------------ | ------------------ |
| y-Philadelphia 76ers | 65                 | 17                 | .793               | –                  | 35–6               | 30–11              | 15–9               |                    |
| x-Boston Celtics     | 56                 | 26                 | .683               | 9                  | 33–8               | 23–18              | 14–10              |                    |
| x-New Jersey Nets    | 49                 | 33                 | .598               | 16                 | 30–11              | 19–22              | 11–13              |                    |
| x-New York Knicks    | 44                 | 38                 | .537               | 21                 | 26–15              | 18–23              | 10–14              |                    |
| Washington Bullets   | 42                 | 40                 | .512               | 23                 | 27–14              | 15–26              | 10–14              |                    |

## Estadísticas
| Rk | Jugador            | Edad | P  | PT | MP   | TC  | TCI  | %TC  | T3  | T3I | %T3  | TL  | TLI  | %TL  | RO  | RD  | RT   | AS  | RB  | TAP | BP  | FP  | PTS  |
| -- | ------------------ | ---- | -- | -- | ---- | --- | ---- | ---- | --- | --- | ---- | --- | ---- | ---- | --- | --- | ---- | --- | --- | --- | --- | --- | ---- |
| 1  | Rick Mahorn        | 24   | 82 | 82 | 36.9 | 4.6 | 9.4  | .490 | 0.0 | 0.0 | .000 | 1.8 | 3.1  | .575 | 2.1 | 7.4 | 9.5  | 1.4 | 1.0 | 1.8 | 2.1 | 4.1 | 11.0 |
| 2  | Greg Ballard       | 28   | 78 | 78 | 36.4 | 7.7 | 16.3 | .473 | 0.2 | 0.5 | .351 | 2.3 | 3.0  | .781 | 1.6 | 4.9 | 6.5  | 3.4 | 1.7 | 0.3 | 2.0 | 2.3 | 18.0 |
| 3  | Jeff Ruland        | 24   | 79 | 47 | 36.2 | 7.3 | 13.3 | .552 | 0.0 | 0.0 | .333 | 4.7 | 6.9  | .689 | 3.7 | 7.3 | 11.0 | 3.0 | 0.9 | 1.0 | 3.8 | 3.9 | 19.4 |
| 4  | Ricky Sobers       | 30   | 41 | 39 | 35.1 | 5.7 | 13.0 | .438 | 0.6 | 1.3 | .418 | 3.8 | 4.5  | .832 | 0.9 | 1.6 | 2.5  | 5.3 | 1.5 | 0.3 | 3.6 | 3.9 | 15.7 |
| 5  | Frank Johnson      | 24   | 68 | 65 | 34.2 | 4.7 | 11.6 | .408 | 0.2 | 0.9 | .230 | 2.9 | 3.8  | .751 | 0.7 | 1.9 | 2.6  | 8.1 | 1.6 | 0.1 | 3.5 | 2.5 | 12.5 |
| 6  | Don Collins        | 24   | 65 | 21 | 24.2 | 5.1 | 9.8  | .523 | 0.0 | 0.1 | .000 | 1.6 | 2.1  | .743 | 1.8 | 1.4 | 3.2  | 2.0 | 1.3 | 0.5 | 2.2 | 2.6 | 11.8 |
| 7  | Spencer Haywood    | 33   | 38 | 25 | 20.4 | 3.3 | 8.2  | .401 | 0.0 | 0.0 | .000 | 1.7 | 2.3  | .724 | 2.0 | 2.8 | 4.8  | 0.8 | 0.3 | 0.7 | 1.8 | 2.5 | 8.2  |
| 8  | Kevin Porter       | 32   | 11 | 0  | 19.1 | 1.9 | 3.6  | .525 | 0.0 | 0.0 |      | 0.5 | 0.5  | .833 | 0.2 | 0.3 | 0.5  | 4.2 | 0.9 | 0.0 | 1.9 | 2.7 | 4.3  |
| 9  | Billy Ray Bates    | 26   | 15 | 3  | 18.5 | 3.5 | 8.6  | .411 | 0.1 | 0.3 | .400 | 0.7 | 1.3  | .500 | 0.7 | 0.5 | 1.2  | 0.9 | 0.9 | 0.2 | 0.8 | 1.2 | 7.9  |
| 10 | Kevin Grevey       | 29   | 41 | 11 | 18.4 | 2.8 | 7.2  | .388 | 0.4 | 0.9 | .395 | 1.3 | 1.7  | .783 | 0.4 | 0.8 | 1.2  | 1.2 | 0.4 | 0.2 | 0.7 | 1.5 | 7.2  |
| 11 | Bryan Warrick      | 23   | 43 | 20 | 16.9 | 1.5 | 4.0  | .380 | 0.0 | 0.1 | .000 | 1.0 | 1.3  | .737 | 0.3 | 1.3 | 1.6  | 2.9 | 0.5 | 0.2 | 1.7 | 2.4 | 4.0  |
| 12 | Charles Davis      | 24   | 74 | 10 | 15.7 | 3.4 | 7.2  | .470 | 0.0 | 0.1 | .200 | 0.8 | 1.2  | .629 | 1.1 | 1.8 | 2.9  | 1.0 | 0.4 | 0.3 | 1.2 | 1.6 | 7.6  |
| 13 | Joe Kopicki        | 22   | 17 | 1  | 11.8 | 1.4 | 3.0  | .451 | 0.0 | 0.1 | .000 | 1.2 | 1.5  | .840 | 1.1 | 2.6 | 3.6  | 0.5 | 0.5 | 0.1 | 0.5 | 1.2 | 3.9  |
| 14 | Chubby Cox         | 27   | 7  | 0  | 11.1 | 1.9 | 5.3  | .351 | 0.0 | 0.3 | .000 | 0.4 | 0.9  | .500 | 1.0 | 0.4 | 1.4  | 0.9 | 0.0 | 0.1 | 1.3 | 2.3 | 4.1  |
| 15 | John Lucas         | 29   | 35 | 0  | 11.0 | 1.8 | 3.7  | .473 | 0.0 | 0.1 | .000 | 0.6 | 1.2  | .500 | 0.2 | 0.6 | 0.8  | 2.9 | 0.7 | 0.0 | 1.3 | 0.5 | 4.1  |
| 16 | Dave Batton        | 26   | 54 | 5  | 10.3 | 1.6 | 3.5  | .445 | 0.0 | 0.1 | .000 | 0.1 | 0.3  | .471 | 0.8 | 1.4 | 2.2  | 0.5 | 0.3 | 0.2 | 0.5 | 1.0 | 3.3  |
| 17 | Joe Cooper         | 25   | 5  | 0  | 9.4  | 1.0 | 1.8  | .556 | 0.0 | 0.0 |      | 1.0 | 1.8  | .556 | 0.8 | 1.8 | 2.6  | 0.4 | 0.0 | 0.0 | 1.2 | 1.4 | 3.0  |
| 18 | Carlos Terry       | 26   | 55 | 3  | 9.3  | 0.7 | 1.9  | .368 | 0.0 | 0.0 | .000 | 0.2 | 0.3  | .667 | 0.5 | 1.3 | 1.8  | 0.8 | 0.4 | 0.2 | 0.4 | 1.4 | 1.6  |
| 19 | Steve Lingenfelter | 24   | 7  | 0  | 7.6  | 0.6 | 0.9  | .667 | 0.0 | 0.0 | 0.0  | 0.6 | .000 | 0.1  | 1.6 | 1.7 | 0.6  | 0.1 | 0.4 | 0.7 | 2.3 | 1.1 |      |